# Artur Lauinger
Artur Lauinger (* 23. August 1879 in Augsburg; † 15. Oktober 1961 in Frankfurt am Main) war ein deutscher Wirtschaftsjournalist.

## Werdegang
Artur Lauinger wurde als Sohn des jüdischen Kaufmanns Heinrich Lauinger geboren. Nach dem Abitur in Karlsruhe studierte er in Tübingen und München. Ab 1902 schrieb er als Handelsredakteur/Börsenredakteur für das Berliner Tageblatt. Im Oktober 1907 wechselte er in das Wirtschaftsressort der Frankfurter Zeitung, bei der er über 30 Jahre in leitender Stellung stand. Sein Spezialgebiet war das Versicherungswesen. Nach Aufdeckung von Misswirtschaft bei der Frankfurter Allgemeinen Versicherungs AG 1929, dem sogenannten FAVAG-Skandal, wurde er 1930 in den Beirat des Reichsaufsichtsamtes für das Versicherungswesen berufen, dem er bis 1935 angehörte. Außerdem war er vor 1933 Erster Vorsitzender des Vereins der Frankfurter Presse. Dann stellte er sein Amt mit der Begründung zur Verfügung, „er wolle seinen Kollegen nicht zumuten, einen jüdischen Vorsitzenden zu halten, auch wenn es sich um einen jüdischen Frontsoldaten handele, der immer auf sein Deutschtum stolz gewesen sei“.
Nach der Machtübernahme der Nationalsozialisten wurde Lauinger im Juni 1937 aus der FZ-Redaktion entlassen und als Jude mit einem Berufsverbot belegt. Im November 1938 wurde er von einem Kollegen denunziert, verhaftet und ins KZ Buchenwald verschleppt und interniert. Noch vor Kriegsausbruch 1939 flüchtete er nach England, wo er als freier Mitarbeiter für britische und Schweizer Blätter schrieb sowie für Versicherungen arbeitete. Zuletzt war er kleiner Angestellter bei der Oxford Olympia Press.
Nach Ende des Zweiten Weltkriegs kehrte er 1946 nach Frankfurt am Main zurück, schrieb für die  Stuttgarter Zeitung sowie die Frankfurter Allgemeine Zeitung und wurde zunächst Redakteur der Deutschen Zeitung und Wirtschaftszeitung und zwischen 1946 und 1948 Chefredakteur der vom späteren Bundesfinanzminister Alex Möller gegründeten Zeitschrift Versicherungswirtschaft, bevor er in die Redaktion der Frankfurter Neuen Presse überwechselte. Hier blieb er bis zu seiner Pensionierung 1954, anschließend war er als freier Mitarbeiter der FNP und FAZ weiterhin journalistisch tätig.
Lauinger wirkte aktiv an der Neugründung des Versorgungswerks der Presse mit, in dessen Verwaltungsrat er 1949 berufen wurde. Zwischen 1953 und 1957 hielt Lauinger Gastvorlesungen an der Universität Frankfurt.
Lauinger war als Meister vom Stuhl Mitglied der Freimaurer, später war er Ehrenstuhlmeister der Frankfurter Loge zur aufgehenden Morgenröthe.
Lauingers Buchausgabe des Romans Jud Süß war zeitweise Teil der zwischen 2002 und 2018 an verschiedenen Orten in Hessen gezeigten Ausstellung „Legalisierter Raub – Der Fiskus und die Ausplünderung der hessischen Juden 1933–1945“. Das Buch war Teil des auch das Familiensilber und den Schmuck seiner Frau umfassenden Eigentums gewesen, das er bei seiner Ausreise im Sommer 1939 unter Zwang zu einem Bruchteil des Wertes veräußern musste. Pro Buch, was sämtliche Luxusausgaben mit Lederrücken einschloss, wurden beispielsweise 50 Pfennig (2025: 2,62 Euro) berechnet. Später gelangte die Jud Süß-Ausgabe über die Niederlande und die Vereinigten Staaten nach Jerusalem, wo sie von einem Sammler erworben und anhand des eingeschriebenen Namens als ehemaliger Besitz Lauingers identifiziert wurde. Eine Entschädigung erhielt Lauinger unter Verweis auf die Zahlungen nie, da es sich ja laut Anordnungen der deutschen Behörden nicht um Plünderungen gehandelt habe.

## Ehrungen
- 1946: Ehrenvorsitzender des Verbandes der Berufsjournalisten in Hessen (heute DJV Hessen)[4]
- 1952: Großes Verdienstkreuz der Bundesrepublik Deutschland
- Goetheplakette der Stadt Frankfurt am Main